# Српска православна црква у Беочину
Српска православна црква у Беочину је подигнута у другој половини 18. века, убраја се у споменике културе у категорији непокретних културних добара од великог значаја.
Црква је посвећена Преображењу Господњем са одликама такозваног типичног граничарског барока. Иконостас је резбарио Аксентије Марковић према уговору из 1791. године, склопљеним са црквеном општином села Беочина, иконе је сликао, по сачуваном уговору из 1802. године Стефан Гавриловић, док је позлатарске радове извео његов брат Илија. У наосу се истичу слике Силазак Светог Духа и горња половина Каменовања Светог Стефана, дела непознатог аутора. Млађе сликарство припрате из 1911. године вероватно је дело Косте Ванђеловића. Унутрашњост цркве је сва украшена. Звоник на западној страни обновљен је 1906. године. 